# ونویژن
ونویژن (اسپانیایی: Venevisión‎) یک شبکه تلویزیونی ونزوئلایی و یکی از بزرگ‌ترین شبکه‌های تلویزیونی ونزوئلا است که متعلق به گروه سیسنروس، بخشی از سیسنروس مدیا است. این شبکه در سال ۱۹۶۱ توسط دیگو سیسنروس تأسیس شده است.

## نگارخانه

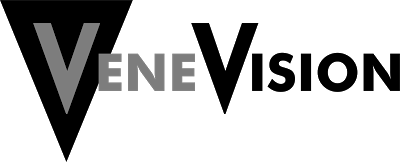
۱۹۶۶-۱۹۷۰
۱۹۷۰-اکنون